# Bernd Flessenkemper
Bernd Flessenkemper (* 17. Januar 1950 in Düsseldorf) ist ein deutscher Politiker und ehemaliger Landtagsabgeordneter (SPD).

## Leben und Beruf
Nach dem Schulbesuch absolvierte er eine kaufmännische Ausbildung und war als Großhandelskaufmann tätig. Nachdem er die Fachhochschulreife auf dem Zweiten Bildungsweg erworben hatte, studierte er von 1973 bis 1976 Betriebswirtschaftslehre. Anschließend war Flessenkemper in einer Direkt-Marketing-Agentur tätig.
Der SPD gehört er seit 1968 an. Er war in zahlreichen Parteigremien tätig. Daneben war er Mitglied in der Gewerkschaft Öffentliche Dienste, Transport und Verkehr und in der Arbeiterwohlfahrt.

## Abgeordneter
Vom 31. Mai 1990 bis zum 2. Juni 2005 war Flessenkemper Mitglied des Landtags des Landes Nordrhein-Westfalen. Er wurde jeweils im Wahlkreis 046 Düsseldorf III bzw. II direkt gewählt. 
Von 1985 bis 1990 war er Mitglied des Stadtrates der Stadt Düsseldorf.